# Haven van Rønne

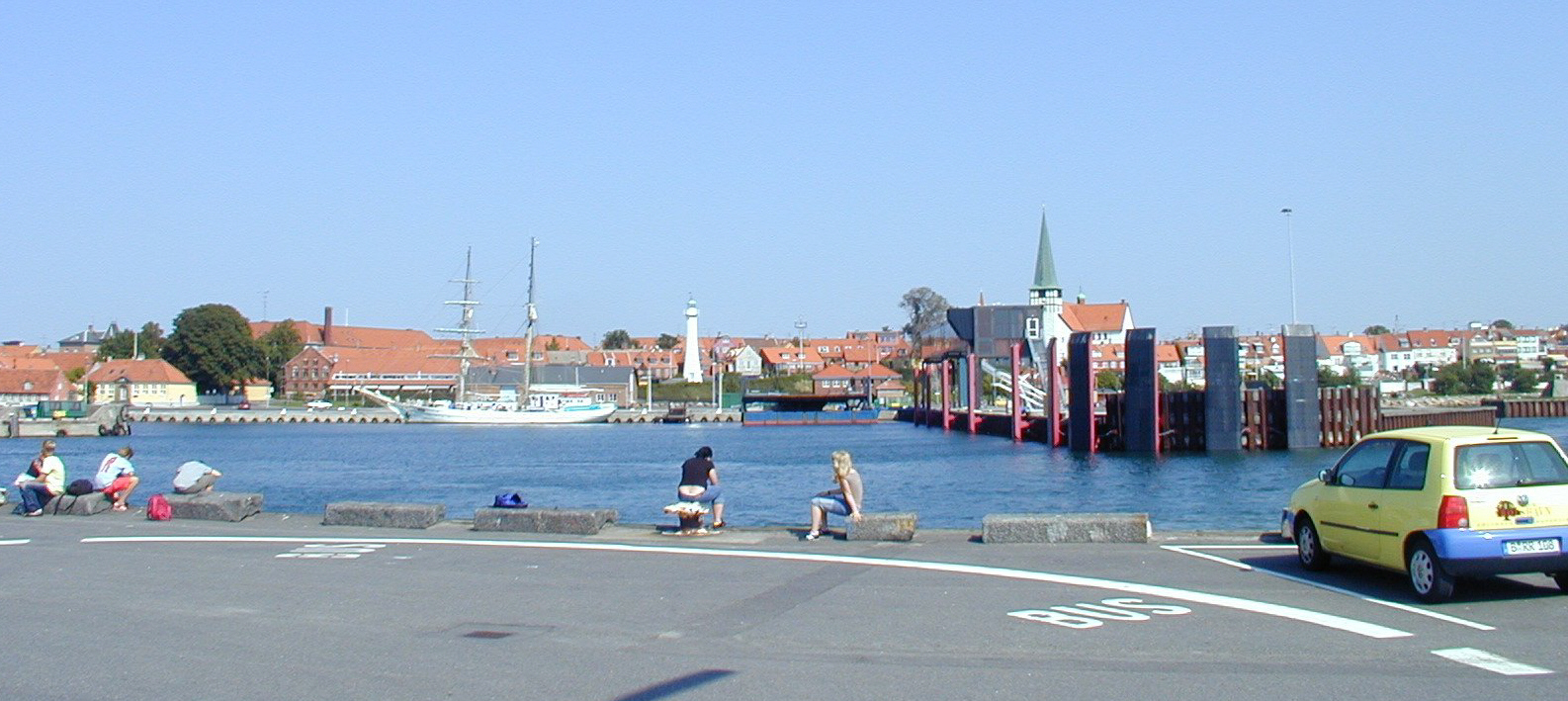
Haven van Rønne

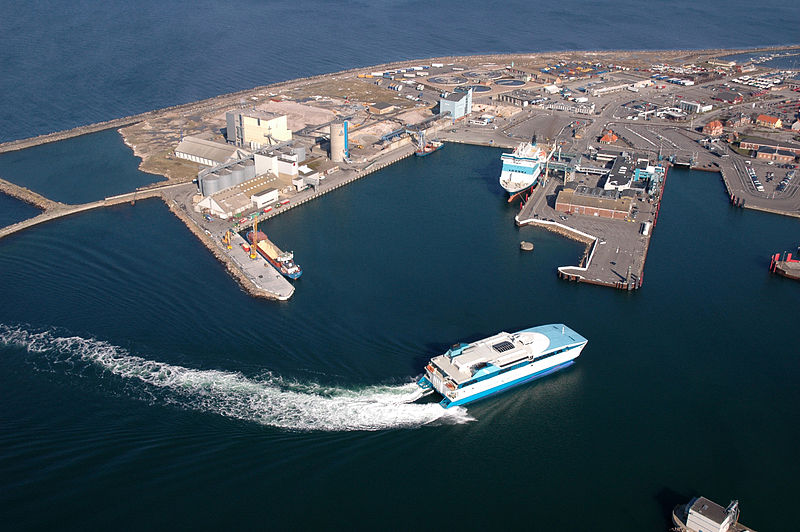
Haven van Rønne met Villum Clausen.

De haven van Rønne (Deens: Rønne Havn) is een haven aan de westkust van het Deense eiland Bornholm. Het havengebied is ongeveer 60 hectare groot waarvan ruim een derde verhuurd is. Het eigendom van de haven behoort toe aan Rønne Havn A/S. Op 25 juni 2004 vond de opening plaats van de haven, die een milieucertificaat volgens de ISO 14001 kreeg toegekend.
De meeste toeristen komen via deze haven naar het eiland toe. Er is een plezierjachthaven, een zeilclub, een containeroverslag en aanlegsteigers voor cruiseschepen en veerboten. De haven verwerkt jaarlijks ongeveer anderhalf miljoen passagiers en ruim driehonderdduizend auto's.

## Inrichting

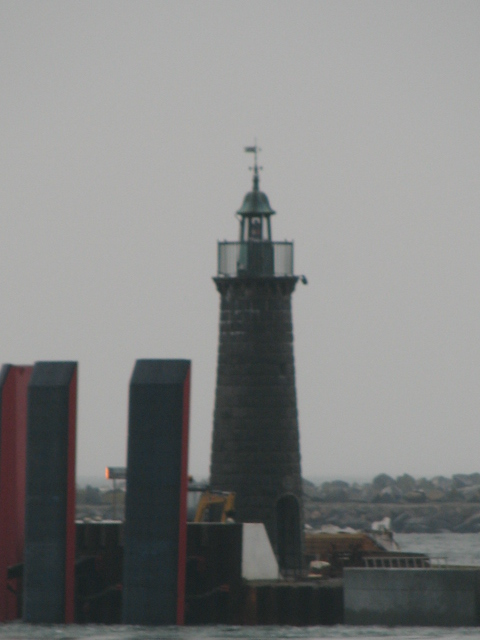
F.R. Binnen bij Oostelijke aanlegsteiger

De haven is verdeeld in drie gedeelten, te weten: Noorderhaven, Westerhaven en Zuiderhaven.
De Noorderhaven heeft tien aanlegsteigers (1–10)
- Aanlegsteigers 2 - 5 zijn gereserveerd voor de veerverbinding naar Kopenhagen en Ystad;
- Aanlegsteigers 6 - 7 zijn gereserveerd voor de veerverbinding naar Sassnitz
- Aanlegsteiger 10 is gereserveerd voor de veerverbinding naar Ystad met de catamarans Villum Clausen en Leonora Christina.

De Zuiderhaven heeft veertien aanlegsteigers (12–25)
- Aanlegsteigers 18-21 en 24 worden primair voor de visserij aangewend.

De Westerhaven heeft vijf aanlegsteigers (26–30)
- Deze worden hoofdzakelijk voor veerboten van BornholmerFærgen, Polferries en Bornpol gebruikt.

De voorhaven heeft twee aanlegsteigers
- Aanlegsteigers 31 en 32 zijn gereserveerd voor cruiseschepen

De haven is beschermd door twee maal twee golfbrekers die voorzien zijn van lichtbakens waarvan één met een misthoorn.
- Buiten Zuid, voorzien met pier-hoofd Fl G 3s; TS: Hoorn 1: 20s toon
- Buiten Noord, voorzien met pier-hoofd Fl R 3s
- Binnen Zuid, voorzien met F.G.
- Binnen Noord, voorzien met F.R.
- Oostelijke steiger 1 F.R.

Verklaring van bovenstaande coderingen
F. = Fyr (vuurtoren)
Fl = Flits
G. = Groen
R. = Rood
TS =Tone Signal

## De vuurtorenNørrekås Fyr
Specificaties: Oc WRG 5. s. 5m 6-4M

## Overige
Daarnaast is er ook het Nørrekås lystbådehavn en het Søndre Bådehavn (plezierjacht-haven)

## Verbindingen
Vanuit Rønne Havn zijn de volgende bestemmingen te bereiken:
- met BornholmerFærgen (voorheen Bornholmstrafikken)
- Køge (Denemarken).
  - met M/S Hammerodde
- Sassnitz (Duitsland),
  - met M/S Povl Anker
- Ystad (Zweden),[3]
  - met HSC Villum Clausen
  - met M/S Povl Anker
  - met HSC Leonora Christina

- met Polferries en Bornpol.
  - Świnoujście (Polen)

## Overzichtskaart
Op onderstaande kaart van de haven zijn de volgende zaken aangegeven:
- lichtbakens (zie boven)
- terminal van BornholmerFærgen
- de aanlegsteigers en veerboten met verbindingen naar Denemarken en Zweden.

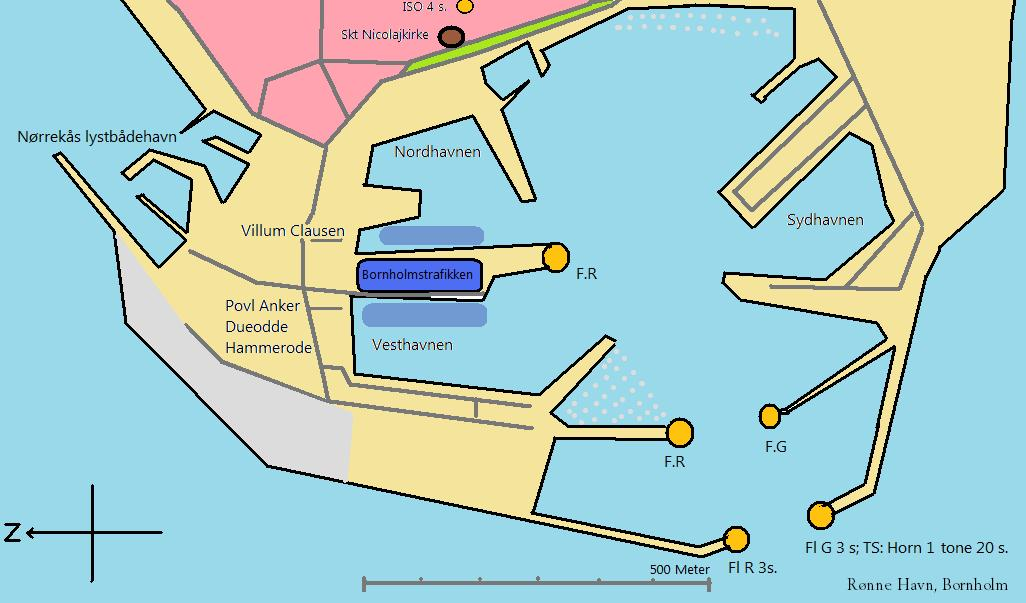
De haven van Rønne, Bornholm.